# کاساندرا میسیپو
کاساندرا میسیپو (انگلیسی: Kassandra Missipo؛ زادهٔ ۳ فوریهٔ ۱۹۹۸) بازیکن فوتبال اهل بلژیک است.
وی همچنین در تیم‌های ملی فوتبال زنان بلژیک بازی کرده‌است.